# Moïse sauvé des eaux (film)
Pour les articles homonymes, voir Moïse sauvé des eaux.
Pour plus de détails, voir Fiche technique et Distribution.
Moïse sauvé des eaux est un film français réalisé par Henri Andréani et sorti en 1911.

## Fiche technique
- Titre : Moïse sauvé des eaux
- Réalisation : Henri Andréani
- Société de production : Société cinématographique des auteurs et gens de lettres (S.C.A.G.L)
- Société de distribution : Pathé Consortium Cinéma
- Pays d'origine :  France
- Format : Noir et blanc et Couleurs — 35 mm — 1,33:1 — Muet
- Métrage : 260 m dont 217 en couleurs
- Genre : Péplum
- Durée : 8 minutes 40
- Date de sortie : 
  -  France :  25 avril 1911

## Distribution
- Jean Jacquinet
- Madeleine Roch : la fille du pharaon